# El Tarf (provins)

El Tarfs provins i Algeriet

El Tarf (arabiska: ولاية الطارف) är en provins (wilaya) i nordöstra Algeriet. Provinsen har 411 783 invånare (2008). El Tarf är huvudort.

## Administrativ indelning
Provinsen är indelad i 7 distrikt (daïras) och 24 kommuner (baladiyahs).